# 丫字图

丫字图或Gajski图

丫字图（也称为Gajski图）直观地描述了集成电路设计中的不同视角，尤其是在VLSI的开发中。1983年，Daniel D. Gajski和Robert Kuhn提出了该设计模型；1985年，Robert Walker与Donald Thomas对其进行了细化。
根据该模型，硬件设计在三个不同的域（Domain）中进行。各域被表示为轴并构成一个丫字形。沿着这些轴展开的是抽象层次，用于标示描述的抽象程度。外层表示更高层的概括，内层则表示更精细的细化。
硬件设计通常采用自上而下的方法，在此过程中行为、结构与几何形态会被向低一层的抽象层次描述。根据丫字图模型，设计者可以选择其中一个视角，并在不同视角之间来回切换。一般来说，设计过程并不固定要求在丫字图中遵循某一特定顺序；具体的设计流程则通过在丫字图中定义明确的顺序来确定。
- 在系统层上，确定电子系统的基本特性。用于行为描述的是框图，此处对信号和时序行为做抽象。结构域中的构件例如中央处理器和存储器。[1]
- 算法层通过并发算法的描述来定义（信号、循环、变量、赋值等）。在结构域中，存储单元和算術邏輯單元是主要元素。[1]
- 寄存器传输级是一个抽象层次，在该层通过可通信的寄存器和逻辑单元来描述行为，此处确定数据结构和数据流。在几何视角中，芯片布图规划这一设计步骤位于该层级。[1]
- 逻辑层在行为视角上由逻辑代数描述；在结构视角上对应的是对门电路和触发器的考察；在几何域中，逻辑层通常由标准单元来表示。[1]
- 电路层的行为可以用微分方程等数学工具来描述。结构域的对应物包括晶体管和电容器，甚至到晶体结构。几何视角下，掩膜（masks）和版图构成了电路层。[1]